# 塔朱拉
塔朱拉（Tadjoura）是非洲東部國家吉布提的城市，也是塔朱拉州的首府，位於該國東部的塔朱拉灣，處於海平面高度，是該國最古老的城市，主要經濟產業包括農業和漁業，人口22,193。

## 外部連結
- World Gazetteer entry on Tajurah

11°47′N 42°53′E / 11.783°N 42.883°E